# Selección masculina de hockey sobre césped de Brasil
La selección masculina de hockey sobre césped de Brasil (en portugués: Seleção Brasileira de Hóquei sobre a Grama Masculino) es el equipo nacional que representa a Brasil en las competiciones internacionales masculinas de hockey sobre césped.

## Resultados
| Juegos Olímpicos | Juegos Olímpicos       | Juegos Olímpicos |
| Año              | Sede                   | Puesto           |
| ---------------- | ---------------------- | ---------------- |
| 2016             | Río de Janeiro, Brasil | 12.º             |

| Liga Mundial de Hockey | Liga Mundial de Hockey | Liga Mundial de Hockey |
| Año                    | Sede                   | Puesto                 |
| ---------------------- | ---------------------- | ---------------------- |
| 2012/13                | Nueva Delhi, India     | 31.º                   |

| Juegos Panamericanos | Juegos Panamericanos   | Juegos Panamericanos |
| Año                  | Sede                   | Puesto               |
| -------------------- | ---------------------- | -------------------- |
| 2007                 | Río de Janeiro, Brasil | 8.º                  |
| 2015                 | Toronto, Canadá        | 4.º                  |

| Copa Panamericana | Copa Panamericana        | Copa Panamericana |
| Año               | Sede                     | Puesto            |
| ----------------- | ------------------------ | ----------------- |
| 2004              | London, Canadá           | 10.º              |
| 2009              | Santiago de Chile, Chile | 7.º               |
| 2013              | Brampton, Canadá         | 7.º               |

| Pan American Challenge | Pan American Challenge | Pan American Challenge |
| Año                    | Sede                   | Puesto                 |
| ---------------------- | ---------------------- | ---------------------- |
| 2011                   | Río de Janeiro, Brasil | Medalla de plata       |

| Juegos Suramericanos | Juegos Suramericanos | Juegos Suramericanos |
| Año                  | Sede                 | Puesto               |
| -------------------- | -------------------- | -------------------- |
| 2014                 | Vitacura, Chile      | 4.º                  |

| Campeonato Suramericano | Campeonato Suramericano | Campeonato Suramericano |
| Año                     | Sede                    | Puesto                  |
| ----------------------- | ----------------------- | ----------------------- |
| 2003                    | Santiago de Chile       | 5.º                     |
| 2006                    | Buenos Aires            | 5.º                     |
| 2008                    | Montevideo              | 4.º                     |
| 2010                    | Río de Janeiro          | 4.º                     |
| 2013                    | Santiago de Chile       | Medalla de bronce       |
| 2014                    | Santiago de Chile       | 4.º                     |